# مجتمع کشتی‌سازی خلیج فارس
مجتمع کشتی‌سازی خلیج فارس یک منطقه مسکونی و صنعتی است که در دهستان گچین در بخش مرکزی شهرستان بندرعباس قرار دارد. در سرشماری سال ۱۳۸۵، جمعیت این شهرک ۳۷۶ نفر (۹۶ خانوار) بوده است. بخش مهمی از این مجتمع، مجتمع کشتی‌سازی و صنایع فراساحل ایران است.